# Caseolus commixtus
Caseolus commixtus  (лат.) — вид лёгочных земляных улиток рода Caseolus семейства Hygromiidae. Этот вид является эндемиком Мадейры, Португалия. Вид находится под угрозой вымирания из-за разрушения среды обитания.
Приводятся аргументы, согласно которым верным написанием биноминального названия этого вида будет Caseolus commixta.